# Aéroport de Petrolina
L'aéroport de Petrolina aussi appelé aéroport Petrolina–Senador Nilo Coelho (code IATA : PNZ • code OACI : SBPL) est l'aéroport desservant les villes des Petrolina, Pernambouc et Juazeiro au Brésil. Il est nommé d'après le Sénateur Nilo de Sousa Coelho (1920-1983), né à Petrolina.
Il est exploité par Infraero.

## Historique
L'aéroport de Petrolina permet notamment l'exportation de fruits frais à partir du fleuve São Francisco vers l'Europe et les États-Unis.

## Situation
| \| 200 km1:42 212 000 \| São Paulo-Guarulhos São Paulo-Congonhas Brasília Rio-Galeão Belo Horizonte Campinas Rio-Santos-Dumont Recife Porto Alegre Salvador Fortaleza Curitiba Florianópolis Belém Vitória Goiânia Manaus Navegantes |
| 200 km1:42 212 000 |

## Compagnies aériennes et destinations

### Passagers
| Compagnies              | Destinations                                                     |
| ----------------------- | ---------------------------------------------------------------- |
| Azul Brazilian Airlines | São Paulo/Campinas, Juazeiro do Norte, Salvador de Bahia, Recife |
| Gol Transportes Aéreos  | São Paulo/Guarulhos                                              |
| VoePass                 | Salvador de Bahia                                                |

Édité le 27/02/2020

### Fret
| Compagnies | Destinations |
| ---------- | ------------ |
| Cargolux   | Luxembourg   |

## Statistiques
Pour des raisons techniques, il est temporairement impossible d'afficher le graphique qui aurait dû être présenté ici.

Voir la requête brute et les sources sur Wikidata.

## Accidents et incidents
- 28 janvier 1981: un Sudene Douglas C-47A-90-DL (enregistrement PP-ZNU) s'est écrasé à Petrolina[1].

## Accès
L'aéroport est situé à 9 km du centre-ville de Petrolina et à 15 km du centre-ville de Juazeiro.